# Elecciones municipales de 2019 en Ávila
Las elecciones municipales de 2019 se celebraron en Ávila el domingo 26 de mayo, de acuerdo con el Real Decreto de convocatoria de elecciones locales en España dispuesto el 1 de abril de 2019 y publicado en el Boletín Oficial del Estado el día 2 de abril. Se eligieron los 25 concejales del pleno del Ayuntamiento de Ávila, a través de un sistema proporcional (método d'Hondt), con listas cerradas y un umbral electoral del 5 %.

## Candidaturas
En abril de 2019 se publicaron 10 candidaturas: el partido surgido tras la ida de militantes del PP, Por Ávila con Jesús Manuel Sánchez en cabeza, el Partido Popular con la anterior teniente alcalde María Sonsoles Sánchez como cabeza de lista, el Partido Socialista Obrero Español con Inmaculada Yolanda Vázquez como cabeza de lista, Ciudadanos con Carlos López en cabeza, el partido de derecha Vox con Germán Sánchez en cabeza, la alianza de Izquierda Unida y Equo con Laura García a la cabeza, UPYD con Francisco Javier Cerrajero en cabeza, Trato Ciudadano con María Sánchez como cabeza de lista; Podemos que se presentaba sin ninguna alianza con María del Pilar Baeza y Ávila Libre de Peajes con Julio José Huertas en cabeza.

## Resultados
La candidatura de XAV, encabezada por Jesús Manuel Sánchez Cabrera, se estrenó con mayoría simple de 11 concejales. La segunda candidatura en votos, la del Partido Popular, encabezada por la anterior teniente de alcalde Sonsoles Sánchez obtuvo 6 concejales (3 menos que en 2015). La candidatura del Partido Socialista Obrero Español obtuvo 6 concejales (2 más que los que en la anterior legislatura). La candidatura de Ciudadanos-Partido de la Ciudadanía obtuvo 2 concejales, 3 menos que en 2015.
Los resultados completos correspondientes al escrutinio definitivo se detallan a continuación:
| Candidatura                        | Candidatura                              | Votos  | %                                       | Escaños                                 |
| ---------------------------------- | ---------------------------------------- | ------ | --------------------------------------- | --------------------------------------- |
|                                    | Por Ávila (XAV)                          | 11 223 | 35,14                                   | 11                                      |
|                                    | Partido Popular (PP)                     | 6886   | 21,56                                   | 6                                       |
|                                    | Partido Socialista Obrero Español (PSOE) | 6177   | 19,34                                   | 6                                       |
|                                    | Ciudadanos-Partido de la Ciudadanía (Cs) | 2715   | 8,50                                    | 2                                       |
|                                    |                                          |        |                                         |                                         |
| Vox (Vox)                          | Vox (Vox)                                | 1416   | 4,43                                    | 0                                       |
| Izquierda Unida-Equo (IU-Equo)     | Izquierda Unida-Equo (IU-Equo)           | 875    | 2,74                                    | 0                                       |
| Unión Progreso y Democracia (UPYD) | Unión Progreso y Democracia (UPYD)       | 810    | 2,54                                    | 0                                       |
| Trato Ciudadano (TC)               | Trato Ciudadano (TC)                     | 760    | 2,38                                    | 0                                       |
| Podemos (Podemos)                  | Podemos (Podemos)                        | 510    | 1,60                                    | 0                                       |
| Ávila Libre de peajes (ALp)        | Ávila Libre de peajes (ALp)              | 368    | 1,15                                    | 0                                       |
| Votos en blanco                    | Votos en blanco                          | 201    | 0,63                                    | 0                                       |
| Votos válidos                      | Votos válidos                            | 31 941 | 100,00                                  | 25                                      |
| Votos nulos                        | Votos nulos                              | 219    | Participación: · \| \| 71,49 % \| 5,73% | Participación: · \| \| 71,49 % \| 5,73% |
| Votantes                           | Votantes                                 | 32 160 | Participación: · \| \| 71,49 % \| 5,73% | Participación: · \| \| 71,49 % \| 5,73% |
| Electores                          | Electores                                | 44 986 | Participación: · \| \| 71,49 % \| 5,73% | Participación: · \| \| 71,49 % \| 5,73% |
|                                    | 71,49 %                                  |        |                                         |                                         |

## Concejales electos
| N.º | Nombre                                        | Lista | Lista |
| --- | --------------------------------------------- | ----- | ----- |
| 1   | Jesús Manuel Sánchez Cabrera                  |       | XAV   |
| 2   | María Sonsoles Sánchez Pérez Reyes Peña María |       | PP    |
| 3   | Inmaculada Yolanda Sánchez Vazquez            |       | PSOE  |
| 4   | José Ramón Budiño Sánchez                     |       | XAV   |
| 5   | Ángela García Almeida                         |       | XAV   |
| 6   | Miguel Encinar Castro                         |       | PP    |
| 7   | Josué Aldudo Batalla                          |       | PSOE  |
| 8   | Juan Carlos Corbacho Martín                   |       | XAV   |
| 9   | Carlos López Vázquez                          |       | Cs    |
| 10  | María Ayuso Resina                            |       | PP    |
| 11  | Rocío Monte San Pedro                         |       | XAV   |
| 12  | Eva Arias Aira                                |       | PSOE  |
| 13  | Ángel Sánchez Jiménez                         |       | XAV   |
| 14  | Jacqueline Martín Álvarez                     |       | PP    |
| 15  | María Sonsoles Prieto Hernández               |       | XAV   |
| 16  | Manuel Jiménez Rodríguez                      |       | PSOE  |
| 17  | Félix Javier Ajates Mories                    |       | XAV   |
| 18  | Miguel Ángel Abad López                       |       | PP    |
| 19  | Alberto Burgos Olmedo                         |       | Cs    |
| 20  | Paloma del Nogal Sánchez                      |       | XAV   |
| 21  | Mónica López Veneros                          |       | PSOE  |
| 22  | Inmaculada Pose Parra                         |       | PP    |
| 23  | Félix Meneses Sáchez                          |       | XAV   |
| 24  | José Antonio Herráez Martín                   |       | PSOE  |
| 25  | María Sonia García-Dorrego Hernández          |       | XAV   |